# Nosy Be

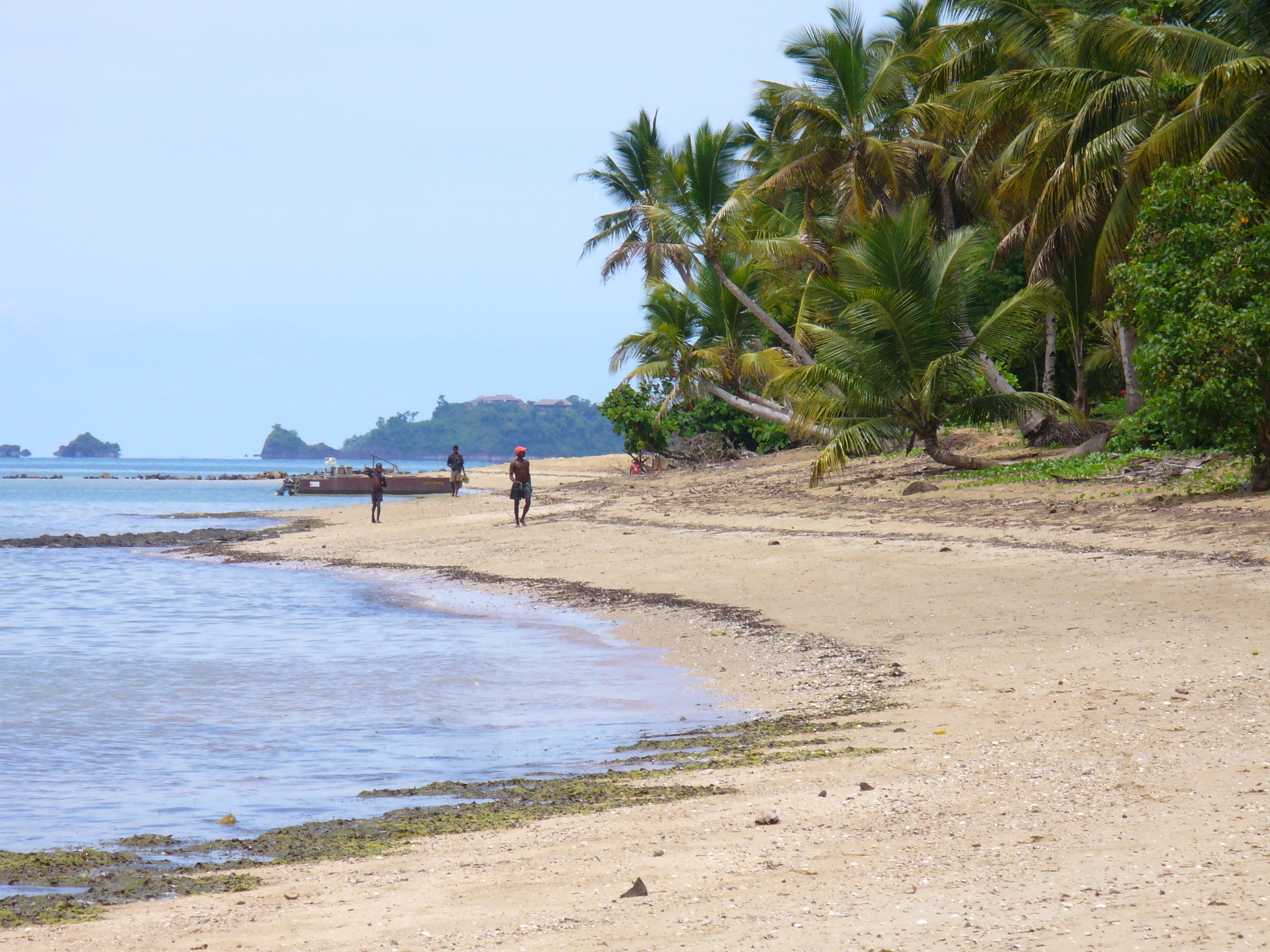
Nosy Be

Nosy Be (znamená v malgaštině Velký ostrov) je ostrov, který leží u severního pobřeží Madagaskaru a je přezdíván Île Parfumée (tedy ostrovem vůní). Nosy Be je vulkanického původu a je největším ostrovem Madagaskaru. Rozloha ostrova je 290,3 km² a žije na něm kolem 60 tisíc obyvatel. Název ostrova pochází z rané koloniální éry 17. století.

## Historie
Prvními osadníky ostrova byly kmeny Antankarana a Zafinofosty. Následovali je obyvatelé z nedalekých Komorských ostrovů a Indové spolu s nejpočetnější etnickou skupinou Sakalavů.
Francouzský vliv zesílil po roce 1839, kdy salakavská královna Tsiomeko uprchla na ostrov od merinských nepřátel. Obrátila se s žádostí o pomoc na Francouze, aby společně vzdorovali madagaskarskému etniku Merina. Následně v roce 1841 Sakalavové postoupili celý ostrov i s nedalekým Nosy Komba Francii. Období francouzského protektorátu trvalo do roku 1870, kdy příslušníci kmene Merina přepadli Francouze. Období konfliktu trvalo jen krátkou dobu a následovalo období míru.

## Geografie
Nosy Be leží asi 8 km od pobřeží Madagaskaru v Mosambickém průlivu a spolu s dalšími blízkými ostrůvky Nosy Komba, Nosy Mitsio, Nosy Sakatia a Nosy Tanikely tvoří stejnojmenný okres v rámci regionu Diana. Hlavním městem ostrova i okresu je Andoany.
Krajina ostrova je velmi rozmanitá a vyznačuje se mnoha vrcholky sopečného původu jako Mount Lokone (450 m n. m.) a Mount Passot (350 m n. m.). Z těchto vrcholků je mimořádný pohled nejen na stejnojmennou zátoku, ale také na souostroví Radama na jihu a souostroví Mitsio na severu). Na ostrově se nachází 11 jezer sopečného původu, která představují sladkovodní zásoby, jež mohou být použity k lidské spotřebě. Břehy ostrova i vody jezer jsou pokryty bujnou vegetací.

## Podnebí
Podnebí je tropické a teploty jsou po celý rok příjemné, s výjimkou léta (prosinec až únor), které je horké a mokré. Tyto měsíce zde vydatně prší.

## Turistika
Na ostrově se rozvíjí cestovní ruch, s čímž souvisí negativní dopady na místní životní prostředí. Hlavními problémy ostrova jsou odlesňování a postupné ničení pobřežních korálových útesů.
Nosy Be je nejrušnějším turistickým letoviskem Madagaskaru. Turisty láká hned po příletu na letiště Fascie osvěžující vůně nejrůznějších dřevin jako je káva, kakao, skořice, vanilka, které se na ostrově hojně pěstují. Nosy Be je také centrem výroby esence ylang-ylang, která se používá do parfémů.

## Ochrana přírody
Ostrov je známý po celém světě jako domov nejmenší žáby (Stumpffia pygmaea) a chameleóna (Brookesia minima). Lokobeská přírodní rezervace je jednou z pěti Madagaskarských přírodních rezervací (Réserves Naturelles Intégrales).